# Anquíale (Trácia)
Anquíale (em grego clássico: Ἀγχιάλη; romaniz.: Anchiále) ou Anquíalo (em grego clássico: Ἀγχιάλος; romaniz.: Anchíalos; em latim: Anchialus ou Anchialum) foi uma pequena cidade na costa do mar Negro, ao norte de Apolônia, a qual os seus habitantes estiveram sujeitos segundo Estrabão. Era de origem trácia. Segundo a tradição, era uma cidade cristã desde o século I e Eusébio de Cesareia cita o bispo Sotas de ca. 170. No Império Romano Tardio (395–476), pertencia à província do Hemimonto. Segundo Amiano Marcelino, era uma "cidade magna" (em latim: civitas magna). No fim do século VI, foi ocupada pelos ávaros. Desde o século VII, foi um bispado autocéfalo subordinado a Constantinopla.
Desde o século VIII, foi litigada pelos Impérios Bizantino e Búlgaro: em 708, o cã Tervel derrotou as tropas do imperador Justiniano II e em 763, o imperador Constantino V derrotou os búlgaros de Teletzes no "campo de Anquíale". Irene de Atenas (r. 797–802) ordenou que a cidade fosse fortificada, mas sob Miguel I (r. 811–813) sua população cristão a deixou. Em 917, os búlgaros derrotaram o exército bizantino no rio Aqueloo, perto da cidade, e Anquíale foi conquistada. Nos séculos XIII-XIV, esteve em posse dos búlgaros e Miguel VIII (r. 1259–1282) tentou reavê-la ao casar sua parente Maria com Constantino Tico (r. 1257–1277). Estava sob controle dos bizantinos em ca. 1423, mas logo foi conquistada pelo Império Otomano.